# Árkosi Zsolt
Árkosi Zsolt (Sátoraljaújhely, 1942. október 14. – Balatonfenyves, 2007. december 16.) erdőmérnök és vállalkozó.

## Élete

### Tanulmányai
1966-ban, középiskolai tanulmányai után Sopronban édesapja, Árkosi Gyula nyomdokába lépve erdőmérnöki oklevelet szerzett. 

### Pályafutása
Kezdő mérnökként a Bábolnai Állami Gazdaságba került, ahol rövid időn belül az erdészet-vadászat és faipar főmérnöke lett. Hét év múlva a Herceghalmi Állami Gazdaságnál helyezkedett el, ahol a Magyarországon tevékenykedő vezető diplomaták részére alakított ki vadászterületet, szervezte a vadgazdálkodást. Három év múlva, 1977-ben a Balatonnagybereki Állami Gazdaságban szervezője és vezetője lett a HU-NOR Szárnyasvadtenyésztési Rendszernek. Létrehozta a termelő bázist, ahonnan fácánt és tőkésrécét forgalmazott. Felismerte, hogy a tevékenység csak akkor életképes, ha komplex módon kezeli, a tenyésztett vad értékesítését összeköti a nagyterítékű vadászatok értékesítésével. 1989-ben merész vállalkozásba kezdett, megalapította a HUNNIA Vadászati és Kereskedelmi Kft.-t, mely Magyarországon az első bérvadásztatást is folytató magáncég.
2001-ben ment nyugdíjba, majd hosszú, súlyos betegség után családja körében elhunyt.